# Kirchseeon
Kirchseeon är en köping (Markt) i Landkreis Ebersberg i Regierungsbezirk Oberbayern i förbundslandet Bayern i Tyskland.